# Marianne Fröijdh
Marianne Fröijdh, född 2 oktober 1928 i Malmö, är en svensk premiärdansös och danspedagog.

## Biografi
Marianne Fröijdh började som elevdansös vid Malmö Stadsteater, nuvarande Malmö Opera och Musikteater, den 23 september 1944, samma år som teatern invigdes. Hon var premiärdansös vid Stora Teatern i Göteborg 1950–1953 och 1952 dansade hon där i Fröken Julie i Birgit Cullbergs balett. Det var andra gången som baletten uppfördes i Sverige sedan uruppförandet i Västerås 1950, och då i en ny uppsättning med Nils Vendels scenografi och kostym.
Fröijdh gästspelade som solist och i solodanspar i Skandinavien och folkparksturnéer i Sverige under åren 1948–1955 och hon var premiärdansös vid Malmö Stadsteater 1961–1976. Hon samarbetade med bland annat Rune Lindström i baletten Simson och Delila, koreografi Holger Reenberg, Ivo Cramér i Den förlorade sonen och med Birgit Cullberg i Medea. Se även rollförteckningen nedan.
Fröijdh medverkade i Åke Falcks underhållningsproduktioner för Sveriges Television och turnerade med Skandinaviska Baletten / Riksteatern 1960–1961. Dessutom medverkade hon i Birgit Cullbergs tv-balett Ungersvennen & de sex prinsessorna och gästspelade i Dortmund med Cullbergbaletten och Dionysos.
Hon utbildade sig till danspedagog vid Statens Dansskola och tjänstgjorde som pedagog i klassisk balett vid Kungliga Svenska Balettskolan i Stockholm från starten 1981 fram till 1993 och var dessutom verksam som danspedagog i Malmö, Göteborg och Stockholm. Hon anlitades som jurymedlem för examensprov och intagningar i Malmö.

### Utbildning
- Berghs Balett och Steppskola i Malmö
- Bartholin Balettskola i Köpenhamn
- Balettakademien i Stockholm
- Paris Studio Vacker, 1 år, Franska Statens Stipendium
- New York, America Ballet School, Malmö Stads Stipendium
- Statens dansskola (Stepp)
- Utbildning till Danspedagog vid Statens Dansskola i Stockholm

### Anställningar
- Malmö Stadsteater 1944–1950, elev
- Folkparkernas Sommarturnéer
- Stora Teatern i Göteborg, Solodansös, Premiärdansös 1950–1953
- Malmö Stadsteater, Premiärdansös 1961–1976
- Svenska Balettskolan/ Riddarfjärdsskolan, startåret 1981–1993

## Dansroller (urval)
- Sylfiderna, valspartiet, debut 1949, Malmö Stadsteater
- Oklahoma, dansdrama, huvudroll, Malmö Stadsteater
- Polovetsiska danser ur Furst Igor, solist, Malmö Stadsteater 1949
- Peter & Vargen, kattens roll, Stora Teatern Gtb.
- Fröken Julie, Birgit Cullberg, titelrollen, Stora Teatern Göteborg 1952
- Lualaba, huvudrollen, Stora Teatern Göteborg 1953
- Sju dödssynder, Holger Reenberg, Anna II, Malmö Stadsteater 1962
- La Peri, huvudrollen, Malmö Stadsteater 1964
- Simson & Delila, Holger Reenberg, titelrollen Delila, Malmö Stadsteater 1964
- Ungersvennen & de sex prinsessorna, Birgit Cullberg, roll: skogsrået, Malmö Stadsteater 1965
- Svansjön, ledarsvanen, Malmö Stadsteater
- Petrujska, dockan, Malmö Stadsteater
- Den förlorade sonen, Ivo Cramér, roll: drottningen, Malmö Stadsteater 1968
- Scheherazade, Lilavati, hustrun, Malmö Stadsteater 1969
- Medea, Birgit Cullberg, titelrollen, Malmö Stadsteater 1971
- Giselle, bond-pas des deux, Malmö Stadsteater, samt soloinslag i flera Operetter på Malmö Stadsteater

## Spelroller
- Mannen från La Mancha, Fermina, Malmö Stadsteater 1967
- Sommarnattens leende, Malmö Stadsteater

## Gästspel
(Solodanspar) 
- Köpenhamn, National Scala 1948
- Oslo, De Norske Teater 1948
- Reijkavik, Nationalteatern 1952
- Trondheim, Stadsteatern 1955
- Helsingfors, Svenska Teatern 1955

(Solodansös)
- Produktioner för Riksteatern, Skandinaviska Baletten 1960
- Sveriges Television, Åke Falcks underhållningsproduktioner bl.a. programmet ”Utan gräns”, samt Birgit Cullbergs Balett Ungersvennen & de sex prinsessorna i rollen som Skogrået.

- Gästspel i Dortmund med Cullbergbaletten, Dionysos.

## Juryuppdrag
- Utvärdering, Estetisk linje, Uppsala och Halmstad
- Dammfriskolan i Malmö, terminsexamen, flera gånger
- Intagningar till Svenska Balettskolan i Stockholm och Malmö

## Stipendier
- Franska Statens Stipendium 1957, 1 år balettstudier
- Konstnärsnämnden i Stockholm, 1974, 1976, 1978
- Kulturförvaltningen, Stockholms stad 1984–1986